# Stadion Gazowik w Orenburgu
Stadion Gazowik – stadion piłkarski w Orenburgu (w części miasta Rostoszi), w Rosji. Został otwarty 25 sierpnia 2002 roku. Może pomieścić 7500 widzów. Swoje spotkania rozgrywają na nim piłkarze klubu FK Orenburg.
Budowa stadionu rozpoczęła się w 2001 roku, a jego otwarcie miało miejsce 25 sierpnia 2002 roku. Mógł on wówczas pomieścić 4800 widzów. W 2004 roku obiekt wyposażono w boisko ze sztuczną murawą. W 2006 roku obok stadionu oddano do użytku budynek klubowy, a w roku 2009 system podgrzewania murawy i elektroniczną tablicę wyników. W przerwie zimowej sezonu 2013/2014 rozpoczęto etapową przebudowę stadionu. Jako pierwsza przebudowana została trybuna zachodnia, którą ukończono w 2015 roku. W 2016 roku oddano do użytku nowe trybuny po stronie wschodniej, północnej i południowej. W tym samym roku gospodarze stadionu po raz pierwszy w historii awansowali do Priemjer-Ligi, zmieniając przy okazji nazwę z Gazowik Orenburg na FK Orenburg. W pierwszym sezonie w rosyjskiej Ekstraklasie drużynie nie udało się jednak utrzymać. W sezonie 2017/2018 zespół ponownie awansował do Priemjer-Ligi, a po dwóch latach, w sezonie 2019/2020, znów spadł do niższej klasy rozgrywkowej.